# Martin Breinschmid

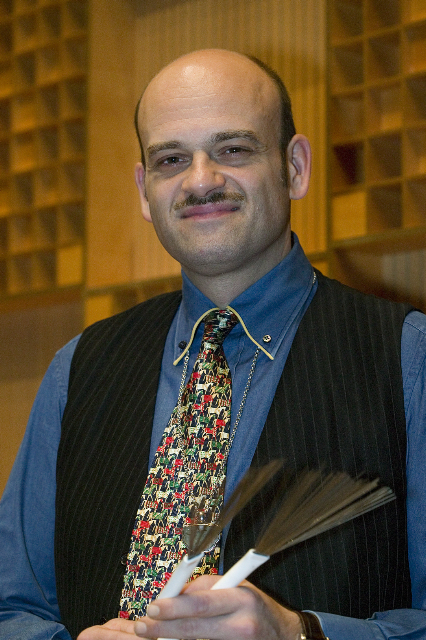
Martin Breinschmid

Martin Breinschmid (* 26. April 1970 in Wien) ist ein österreichischer Vibraphonist, Schlagzeuger und Perkussionist im Bereich des Jazz und der klassischen Musik.

## Leben und Wirken
Martin Breinschmid stammt aus einer Musikerfamilie und schloss 1988 das Studium an der Universität für Musik und darstellende Kunst Wien mit ausgezeichnetem Erfolg ab. Sein jüngerer Bruder Georg ist Kontrabassist, Komponist und Jazzmusiker .
Seit 1988 ist Martin Breinschmid Mitglied des Orchesters der Vereinigten Bühnen Wien und hat in dieser Funktion in Musicals wie Cats, Das Phantom der Oper, Elisabeth, 42nd Street, Les Misérables, Freudiana, Rocky Horror Show, Grease, Beauty and the Beast, Anatevka, Mozart, Tanz der Vampire, Jekyll & Hyde, Wake up, Rebecca, Jesus Christ Superstar, The Producers, Legally Blonde und Love Never Dies mitgewirkt.
Als symphonischer Perkussionist hat er unter den Dirigenten Claudio Abbado, Zubin Mehta, Nikolaus Harnoncourt, Franz Welser-Möst, Roger Norrington gespielt und in den Orchestern Concentus Musicus, Camerata Salzburg, Ensemble Kontrapunkte, Ensemble “die Reihe”, Pro Brass, Wiener Kammerphilharmonie, Wiener Kammeroper, Clemencic Consort, Concilium Musicum, Wiener Johann Strauss Orchester, Wiener Mozart Orchester, Israel Philharmonic Orchestra und L. A. Philharmonic Orchestra  mitgewirkt.
Im Jazzbereich leitet er ein eigenes Quartett, dem u. a. Herbert Swoboda angehört. Mit seinen Radio Kings spielten Allan Vaché, Dan Barrett, Tommy Vig, Pete York oder Engelbert Wrobel. Bei verschiedenen Auftritten von Dave Brubeck in Wien spielte Breinschmid Vibraphon. 1999 war er Soloperkussionist beim Tokushima Festival in Japan. 2001 spielte der frühere amerikanische Präsident Bill Clinton in Schloss Schönbrunn auf eigenen Wunsch mit seinem Saxophon in Breinschmids Band „The Radio Kings“ mit.  2004 war er als Perkussionist an der Aufführung von Joe Zawinuls „Stories of the Danube“ beteiligt. Im Jahr 2008 nahm Breinschmid an der Konzertreihe In Memoriam Lionel Hampton mit seiner eigenen Band, den Radio Kings, und der Wiener Broadway Big Band teil. Dabei wurde auch die CD „Salute to Lionel Hampton“ herausgebracht. Im selben Jahr unternahm Breinschmid als Teil des Trios Three Wise Men (um Frank Roberscheuten, zu dem der italienische Pianist Rossano Sportiello gehört) eine Konzerttournee durch Westeuropa mit 30 Konzerten; dabei entstand die gleichnamige CD. Eine Serie von Auftritten mit der legendären Hugo Strasser Hot Five führte Breinschmid 2008 quer durch Deutschland. Im Jahr 2009 trat er bei den Salzburger Festspielen auf und war als Solist mit dem Symphonieorchester Vorarlberg bei den Bregenzer Festspielen zu Gast. Seit 2010 gibt es eine jährliche Europatour der Three Wise Men. 
Weiters konzertierte Breinschmid mit den Jazzmusikern Buddy DeFranco, Terry Gibbs, Ken Peplowski, Jake Hanna, Bucky Pizzarelli, Peanuts Hucko, Lee Harper oder Bill Ramsey.
Breinschmid unternahm Konzertreisen nach Japan, China, Korea, Indonesien, die USA und Südamerika.

## Diskographische Hinweise
- Play Me a Swing Song Martin Breinschmid Quartett 1996
- Martin Breinschmid & the Radio Kings On the Swing Shift (feat. Walther Großrubatscher, Herbert Swoboda, Aaron Wonesch und Wolfgang Wallisch) 1997
- Martin Breinschmid & the Radio Kings featuring Allan Vaché Big Noise from Vienna CityPark Records 1999
- Kingsize (mit Oscar Klein, Hans Salomon und Woody Schabata) CityPark Records 2000
- Bienert, Breinschmid, Oesterreicher A Night in Jazzland CityPark Records 2003
- Martin Breinschmid & the Radio Kings Strictly Solid (feat. Pete York, Rossano Sportiello, Herbert Swoboda und Martin Treml) CityPark Records 2005
- Get Together (Frank Roberscheuten und Rossano Sportiello) 2009
- Special Delivery Swing à la King (Bernhard Ullrich & Martin Breinschmid feat. Rocky Knauer, Tizian Joost und Pete York) CityPark Records 2009
- Three Wise Men featuring Scott Hamilton Live is Beautiful 2013